# Dauerbremse
Eine Dauerbremse ist eine Einrichtung, die länger andauerndes und auch verschleißfreies Bremsen ermöglicht, ohne in ihrer Bremsleistung nachzulassen.
Während eine normale Betriebsbremse nicht zum Dauerbetrieb geeignet ist und bei längerer Nutzung zum Überhitzen und damit zur Verminderung der Bremsleistung oder gar zum Bremsversagen neigt (Fading), hat die Dauerbremse eine unterstützende Funktion, um so beispielsweise bei Bergabfahrten die Belastung der Betriebsbremse zu vermindern. Die Dauerbremse kann das Fahrzeug jedoch nicht vollständig zum Stillstand bringen, dies erfolgt allein durch die Betriebsbremse.
Nach Deutschen Vorschriften (StVZO §41 Abs. 15) muss die Dauerbremse mindestens ausreichen, um das vollbeladene Fahrzeug auf einer Strecke von 6 km und einem Gefälle von 7 % bei einer Fahrgeschwindigkeit von 30 km/h zu halten.
In der Regel werden die Dauerbremsen bei einem normalen Bremsvorgang über die Betriebsbremse mit aktiviert. Betätigt der Fahrer das Bremspedal leicht, so wird meist in der ersten Stufe nur die Dauerbremse aktiviert, erst bei einer stärkeren Bremsung wirken die mechanischen Bremsen. Alle Systeme lassen sich jedoch auch separat über Fußschalter beziehungsweise Stufenhandhebel (Motorbremsen) oder einen Stufenhandhebel (Retarder) bedienen.
Man unterscheidet:
- Motorbremsen (Eine reine Motorbremse erreicht nicht die Vorschriften nach § 41 (15) StVZO). Durch das Schließen der Ansaugklappe wird die Strömung im Ansaugkanal unterbrochen und damit eine Schleppleistung erzielt; das gilt für alle Verbrennungsmotoren. Die normale Motorbremse kommt auf eine Bremsleistung von 5 bis 7 kW je Liter Hubraum – siehe auch den Hauptartikel Motorbremse.
  - Motorstaubremse mit Auspuffklappe. Das Verschließen der Auspuffleitung mittels Klappe wird durch ein fußbetätigtes Magnetventil vorgenommen. Gleichzeitig wird die Einspritzanlage auf Nullförderung (Stoppstellung) gebracht. Diese Variante wird bei LKW/Bussen am häufigsten verwendet und erreicht eine Bremsleistung von 14–20 kW je Liter Hubraum.
  - Motorstaubremse mit Auspuffklappe und Konstantdrossel. Hier wird zusätzlich durch ein Ventil die gezielte Dekompression des 2. und 3. Arbeitstaktes zur Bremsleistung herangezogen. Die erreichbaren Bremsleistungen liegen bei 30–40 kW je Liter Hubraum.
- Hydrodynamischer Retarder oder Strömungsbremse. Eine Föttinger-Kupplung auf der Kardanwelle wandelt die mechanische Energie in thermische Energie der Flüssigkeit um. Das erhitzte Hydrauliköl bedarf der Kühlung durch einen Wärmeübertrager. Die Regelung des Retarders erfolgt über eine Pumpe. Nachteilig ist, dass die Bremsleistung stark von der Wellendrehzahl abhängig ist (siehe auch Föttinger-Prinzip).
- Elektromagnetischer Retarder oder Wirbelstrombremse. Ein Rotor (Eisenscheibe), der meist auf der Kardanwelle sitzt (er kann auch in den Achsen eines Anhängers verbaut sein), dreht sich in einem einstellbaren Magnetfeld und wird durch die entstehenden Wirbelströme abgebremst. Bei Überhitzungsgefahr werden die fahrtwindgekühlten Erregerspulen teilweise abgeschaltet. Das Bremsmoment ist abhängig von der Größe der Rotorspulen. Ein Retarder kann ein Bremsmoment bis zu 3.000 Nm erreichen, vergleichbar mit der Konstantdrossel.

Die verschiedenen Dauerbremsen werden in Primär- und Sekundärretarder unterteilt.
Primärretarder wirken über Kurbelwelle des Motors und sind daher drehzahlabhängig. Zu den Primärretardern zählen Auspuffklappensysteme, Ventilsysteme, Turbosysteme und Aquatarder.
Sekundärretarder wirken auf die Kardanwelle und sind daher geschwindigkeitsabhängig. Zu den Sekundärretardern zählen die Hydrodynamische Strömungsbremse und die Elektromagnetische Wirbelstrombremse.